# Justin Burnett
Pour les articles homonymes, voir Caine et Burnett.
Justin Caine Burnett est un compositeur de musiques de films né le 2 mai 1973. Il a notamment travaillé au studio Media Ventures, étant assistant de Hans Zimmer entre 1995 et 2000 avant par la suite de travailler régulièrement avec Harry Gregson-Williams et le studio Musikvergnuegen.

## Filmographie
2024
- Les Intrus (The Strangers: Chapter 1) de Renny Harlin

2007
- The Gray Man de Scott Flynn
- Kill Point : Dans la ligne de mire de Steve Shill (série télévisée)

2006
- Souviens-toi... l'été dernier 3 de Sylvain White (film TV)
- SOCOM: U.S. Navy SEALs - Fireteam Bravo 2 de Mike Guttman (jeu vidéo)

2005
- Venice Underground de Eric DelaBarre
- Cat Fight de Jerry McNutt (court métrage)

2004
- Sunflower de Cathy Ziehl
- Man on Fire de Tony Scott (musique de Harry Gregson-Williams) (musiques additionnelles)
- Metal Gear Solid 3: Snake Eater de Hideo Kojima (jeu vidéo) (musique de Harry Gregson-Williams et Norihiko Hibino) (musiques additionnelles)

2002
- Phone Game de Joel Schumacher (musique de Harry Gregson-Williams) (programmation)
- Passionada de Dan Ireland (musique de Harry Gregson-Williams) (musiques additionnelles)

2001
- Frères d'armes de Stephen Ambrose (série télévisée) (musique de Michael Kamen) (musique pour bande annonce)
- Manhattan Midnight de Alfred Cheung (musique de Richard John Baker) (musique pour bande annonce)
- Spy game, jeu d'espions de Tony Scott (musique de Harry Gregson-Williams) (arrangements additionnels)
- Metal Gear Solid 2: Sons of Liberty de Hideo Kojima (jeu vidéo) (musique de Harry Gregson-Williams et Norihiko Hibino) (musiques additionnelles)

2000
- Donjons & Dragons de Courtney Solomon
- Motocops de Robert Huttinger (série TV)
- Planète rouge de Antony Hoffman (musique de Graeme Revell et Melissa R. Kaplan) (musique pour bande annonce)
- Gladiator de Ridley Scott (musique de Hans Zimmer et Lisa Gerrard) (conseiller technique)
- La route d'Eldorado de Don Paul (musique de Hans Zimmer et John Powell) (musiques additionnelles et conseiller technique)

1999
- Premiers secours de Gregory Widen (série télévisée)
- A.W.O.L. de Jack Swanstrom
- Golf Lessons
- Fight Club de David Fincher (musique de The Dust Brothers) (musiques additionnelles)
- Dragon Tales de Ron Rodecker (série télévisée) (musique de Brian Garland) (musiques additionnelles)

1998
- Drive de Charles Sapadin (court métrage)
- Possums (en) de J. Max Burnett
- La Ligne rouge de Terrence Malick (musique de Hans Zimmer) (conseiller technique)
- Le Prince d'Égypte de Steve Hickner (musique de Hans Zimmer) (conseiller technique)
- Armageddon de Michael Bay (musique de Harry Gregson-Williams et Trevor Rabin) (assistant de Harry Gregson-Williams)

1997
- Pour le pire et pour le meilleur de James L. Brooks (musique de Hans Zimmer) (assistant de Hans Zimmer)
- Le Pacificateur de Mimi Leder (musique de Hans Zimmer) (assistant de Hans Zimmer)

1996
- Le Fan de Tony Scott (musique de Hans Zimmer) (assistant de Hans Zimmer)
- Broken Arrow de John Woo (musique de Hans Zimmer) (assistant de Hans Zimmer, arrangements et orchestrateur)
- La Femme du pasteur de Penny Marshall (musique de Hans Zimmer) (assistant de Hans Zimmer)
- Rock de Michael Bay (musique de Hans Zimmer, Nick Glennie-Smith et Harry Gregson-Williams) (assistant des compositeurs, arrangements et orchestrateur)